# Число Маха

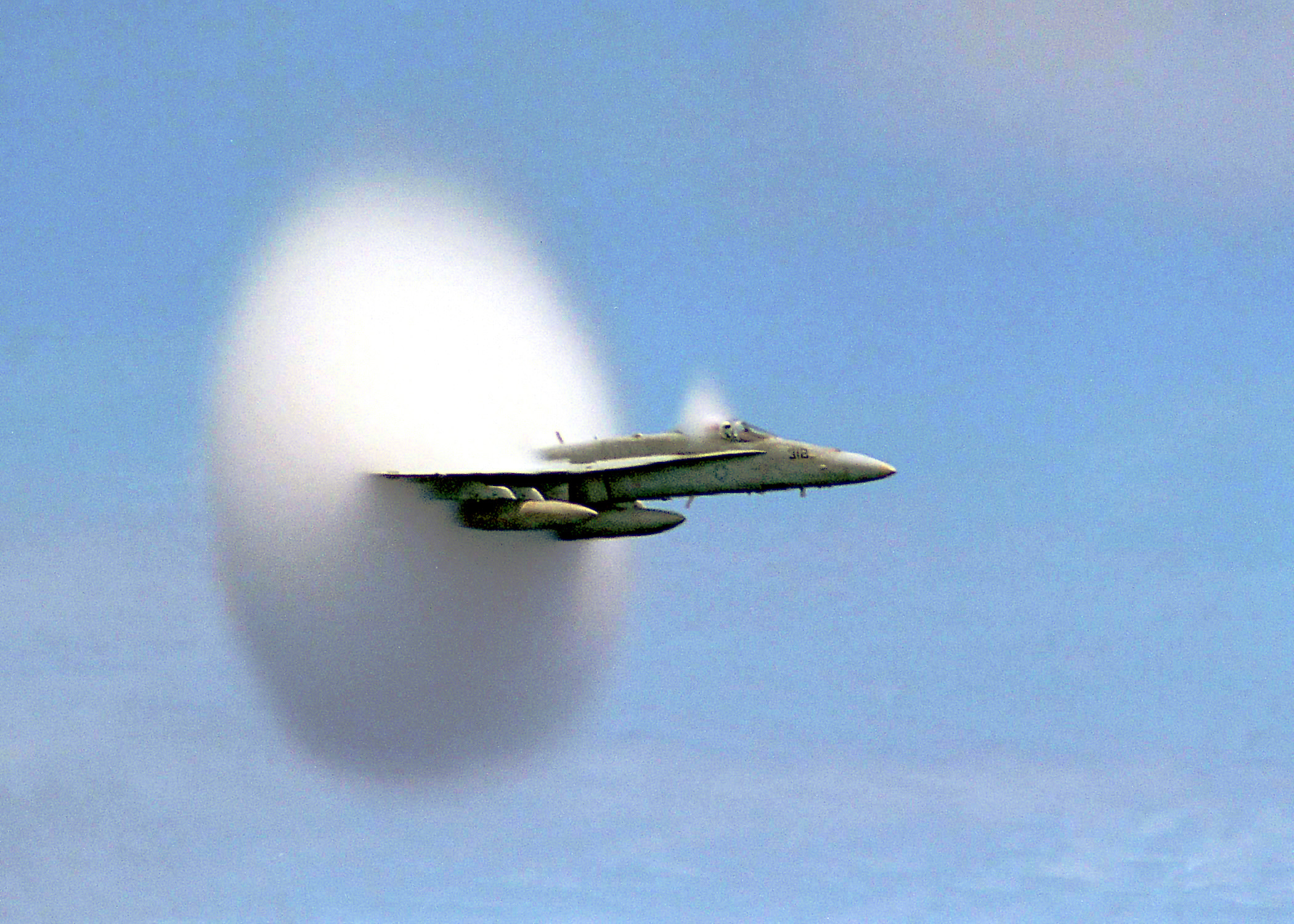
Самолёт FA-18 Hornet, движущийся с околозвуковой скоростью. Наблюдается эффект Прандтля — Глоерта

Число́ Ма́ха (M) — в механике сплошных сред — один из критериев подобия в механике жидкости и газа. Представляет собой отношение скорости течения в данной точке газового потока к местной скорости распространения звука в движущейся среде — назван по имени австрийского учёного Эрнста Маха (нем. E. Mach). В воздухе при стандартных условиях равное единице число Маха соответствует скорости звука и составляет 340,3 м/сек или 1225,1 км/ч.

## Историческая справка
Название число Маха и обозначение M предложил в 1929 году Якоб Аккерет. Ранее в литературе встречалось название число Берстоу (Bairstow, обозначение Ba), а в советской послевоенной научной литературе и, в частности, в советских учебниках 1950-х годов — название число Маиевского (число Маха — Маиевского) по имени основателя русской научной школы баллистики, пользовавшегося этой величиной, вместе с этим обозначение {\displaystyle {\mathsf {M}}} употребляется без специального названия.

## Число Маха вгазовой динамике
Число Маха
{\displaystyle {\mathsf {M}}={\frac {v}{a}},}
где {\displaystyle v} — скорость потока, а {\displaystyle a} — местная скорость звука,
является мерой влияния сжимаемости среды в потоке данной скорости на его поведение: из уравнения состояния идеального газа следует, что относительное изменение плотности (при постоянной температуре) пропорционально изменению давления:
{\displaystyle {\frac {d\rho }{\rho }}\sim {\frac {dp}{p}},}
из закона Бернулли разность давлений в потоке {\displaystyle dp\sim \rho v^{2}}, то есть относительное изменение плотности:
{\displaystyle {\frac {d\rho }{\rho }}\sim {\frac {dp}{p}}\sim {\frac {\rho v^{2}}{p}}.}
Поскольку скорость звука {\displaystyle a\sim {\sqrt {p/\rho }}}, то относительное изменение плотности в газовом потоке пропорционально квадрату числа Маха:
{\displaystyle {\frac {d\rho }{\rho }}\sim {\frac {v^{2}}{a^{2}}}={\mathsf {M}}^{2}.}
Наряду с числом Маха используются и другие характеристики безразмерной скорости течения газа:
коэффициент скорости
{\displaystyle \lambda ={\frac {v}{v_{K}}}={\sqrt {\frac {\gamma +1}{2}}}{\mathsf {M}}\left(1+{\frac {\gamma -1}{2}}{\mathsf {M}}^{2}\right)^{-1/2}}
и безразмерная скорость
{\displaystyle \Lambda ={\frac {v}{v_{\max }}}={\sqrt {\frac {\gamma -1}{2}}}{\mathsf {M}}\left(1+{\frac {\gamma -1}{2}}{\mathsf {M}}^{2}\right)^{-1/2},}
где {\displaystyle v_{K}} — критическая скорость,
{\displaystyle v_{\max }} — максимальная скорость в газе,
{\displaystyle \gamma ={\frac {c_{p}}{c_{v}}}} — показатель адиабаты газа, равный отношению удельных теплоёмкостей газа при постоянных давлении и объёме соответственно.

## Важность значения числа Маха
Важное значение числа Маха объясняется тем, что оно определяет, превышает ли скорость течения газовой среды (или движения в газе тела) скорость звука или нет. Сверхзвуковые и дозвуковые режимы движения имеют принципиальные различия; для авиации это различие выражается в том, что при сверхзвуковых режимах возникают узкие слои быстрого значительного изменения параметров течения (ударные волны), приводящие к росту сопротивления тел при движении, концентрации тепловых потоков у их поверхности и возможности прогорания корпуса тел и тому подобное.
| Скорость   | Дозвуковая скорость | Трансзвуковая скорость | Скорость звука | Сверхзвуковая скорость | Гиперзвуковая скорость | Гиперскорость | Вход в атмосферу |
| ---------- | ------------------- | ---------------------- | -------------- | ---------------------- | ---------------------- | ------------- | ---------------- |
| Числа Маха | <0,8                | 0,8–1,2                | =1             | 1,2–5,0                | 5,0–8,8                | 8,8–25,0      | >25              |

## Предельно упрощённое объяснение числа Маха

Стандартная зависимость плотности, давления, скорости звука и температурой в атмосфере от высоты с приблизительными высотами различных объектов. Графики построены по данным из

Очень упрощённо можно сказать, что численное выражение числа Маха при неизменной линейной скорости летательного аппарата зависит прежде всего от высоты полёта (при одинаковой линейной скорости движения, чем больше высота, тем ниже скорость звука (до некоторой высоты), выше число Маха), так как с ростом высоты падает температура воздуха. Число Маха — это истинная скорость относительно вещества (то есть скорость, с которой воздух обтекает, например, самолёт), делённая на скорость звука в этом веществе в этих условиях. У земли скорость, при которой число Маха будет равно 1, будет равна приблизительно 340 м/с (скорость, с использованием которой люди оценивают расстояние до приближающейся грозы, измеряя время от вспышки молнии до дошедших раскатов грома), или 1224 км/ч. На высоте 11 км из-за падения температуры скорость звука ниже — около 295 м/с, или 1062 км/ч.
Такое объяснение не может использоваться для каких бы то ни было математических расчётов скорости или иных математических операций по аэродинамике.